# Alicórnio
Nas lendas portuguesas, o alicórnio é um gigante com um olho só na testa, que também é descrito como um ser que tem um só chifre na frente; um cavalo místico, com variação de chifre de unicórnio e asas de pégaso, mencionado como unicórnio com asa ou voador.[carece de fontes?]